# 駝背突吻鱈
駝背突吻鱈，為輻鰭魚綱鱈形目鼠尾鱈科的其中一種，分布於西南太平洋挑戰者深海高原海域，深度可達910公尺，體長可達51公分，屬深海底棲性魚類，棲息在底層水域，生活習性不明。

## 扩展阅读
維基物種上的相關：駝背突吻鱈